# Muntura Rolleiflex QBM
La muntura d'objectiu Rolleiflex QBM (Quick Bayonet Mount), presentada el 1970, està dissenyada pel seu ús amb càmeres reflex de 35mm, com la Rolleiflex SL35, la primera de la sèrie. El 1986, es va anunciar l'última càmera amb aquesta muntura, la Rolleiflex 3001.
La muntura té un diàmetre de 49,7mm i una distància focal de brida de 44,6mm.

## Esquema de noms de les càmeres amb muntura QBM
| Model                      | Any  | Voigtländer                |
| -------------------------- | ---- | -------------------------- |
| Rolleiflex SL35            | 1970 |                            |
| Rolleiflex SL350           | 1974 |                            |
| Rolleiflex SL35 M          | 1975 | Voigtländer VSL1 BM        |
| Rolleiflex SL35 ME         | 1976 | Voigtländer VSL2 automatic |
| Rolleiflex SL35 E          | 1977 | Voigtländer VSL 3-E        |
| Rolleiflex SL 2000 F motor | 1981 |                            |
| Rolleiflex 3003            | 1984 |                            |
| Rolleiflex 3001            | 1986 |                            |

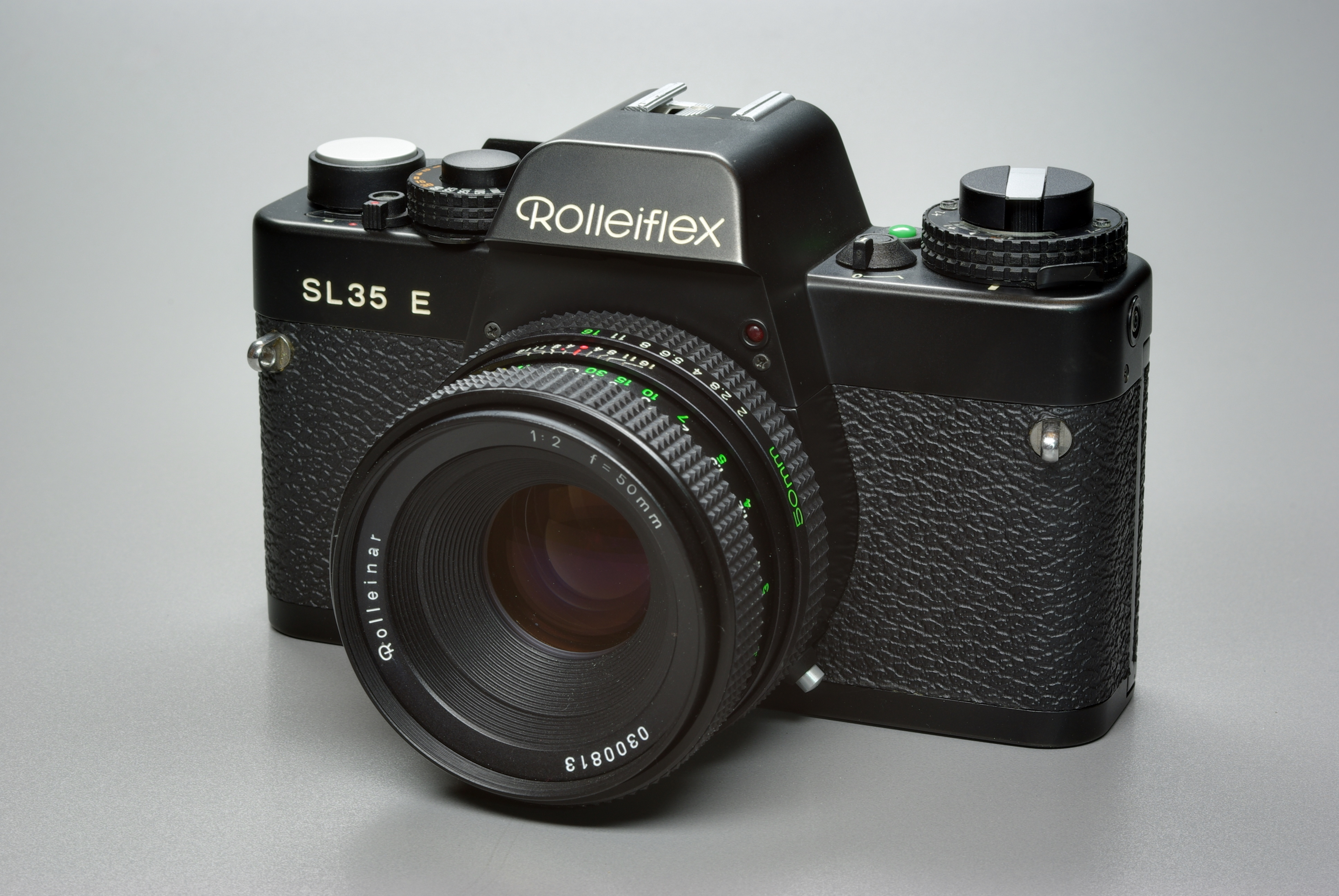
Rolleiflex SL 35 E

La SL35 es va construir a Alemanya, però a partir de 1972 es va passar a fabricar a Singapur, la SL350 només es va fabricar a Alemanya, mentre que els models SL35 M/ME/E només es van fabricar Singapur. El 1981 Rollei va fer fallida i per sobreviure, van haver de suspendre la fabricació de la SL35 E (l'únic model de la sèrie en producció en aquell moment), tancar la planta de Singapur i centrar-se en els models de gamma alta (SL 2000, 3003 i 3001).

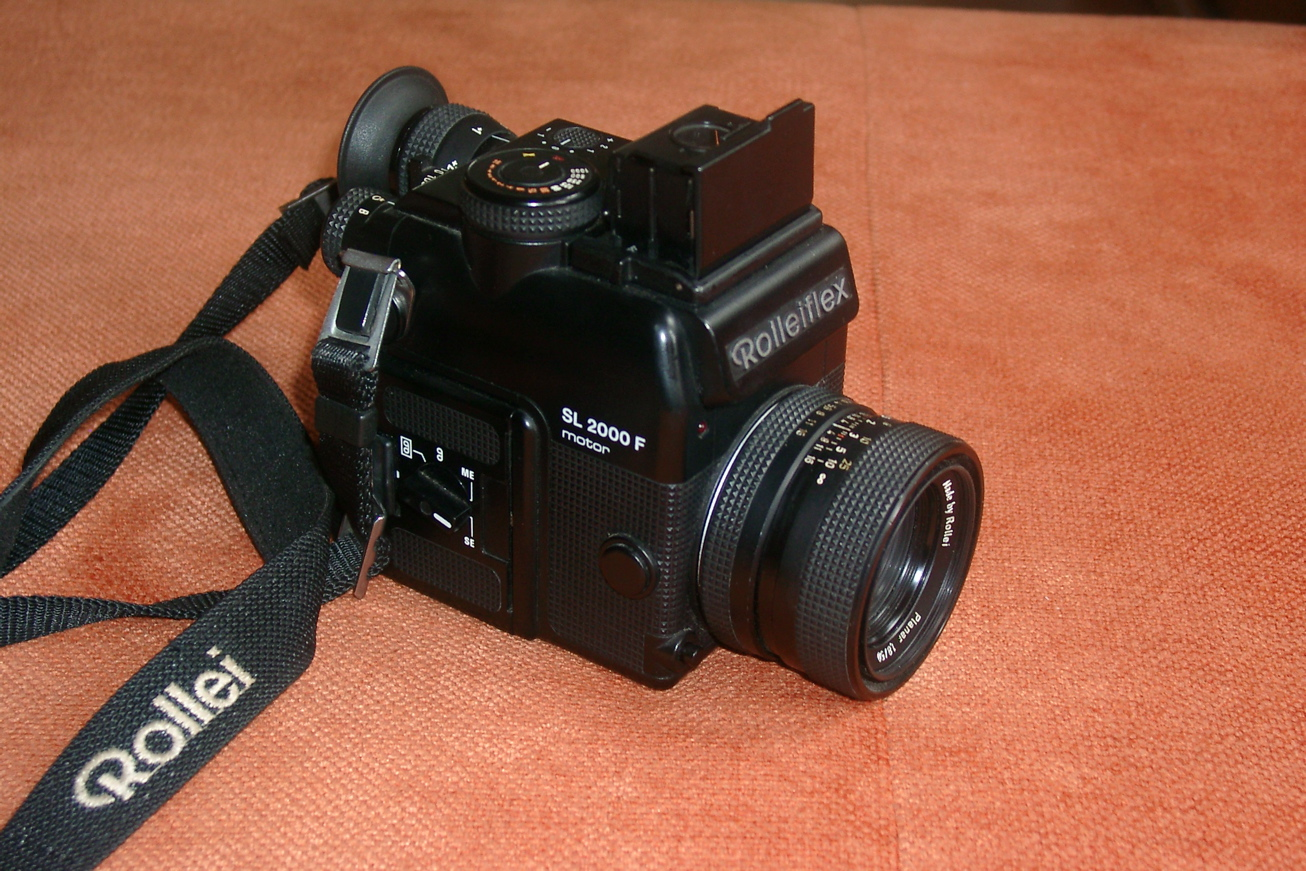
Rollei SL2000 F

La raó per la qual la Voigtländer va reviure i els models VSL (Voigtländer Single Lens) van sortir al mercat de la mà de Rollei, és primer quan el 1972 Zeiss Ikon es va retirar del negoci de les càmeres, i després quan van signar un contracte per transferir el seu equipament i coneixements a Rollei, incloent-hi disseny, equip de producció i peces de la SL706. Al mateix temps, els drets de la marca Voigtländer es van transferir a Rollei, per la qual cosa aquesta va decidir reviure la Zeiss SL706 venent-la sota el model Voigtlander VSL1. Aquesta càmera va existir amb muntura M42 (TM) i amb la muntura de Rollei (BM). La VSL 1 BM és la mateixa càmera que la Rolleiflex SL35 M, només es distingeixen per alguns canvis estètics.

## Sigles
Igual que tots els altres fabricants d'objectius, Rollei també usa un conjunt de sigles per a designar aspectes bàsics de cada objectiu, per a indicar des de quina mena de cos és l'ideal per a muntar-ho fins a característiques de fabricació.
- F: Objectius gran angulars amb una gran distorsió de barril[16]
- HFT: Objectius amb un recobriment de transferència d'alta fidelitat multicapa, el qual augmenta la transmissió de la llum, elimina reflexes i els flares i manté la consistència del color entre tots els models d'òptiques[17]
- Makro: Objectiu macro
- MC: Objectius amb un recobriment antireflex multicapa, el qual augmenta la transmissió de la llum, elimina reflexes i els flares i manté la consistència del color entre tots els models d'òptiques[16]
- PC: Objectiu descentrable[18]
- Tele: Teleobjectiu

A part d'aquestes sigles, Zeiss i Schneider, inclouen en el nom dels seus objectius, una nomenclatura que indica el disseny òptic. Els objectius de Zeiss amb aquesta muntura poden ser: Distagon, Planar, Sonnar, Tessar i Mirotar. Mentre que els Schneider: Angulon, Xenon, Xenar i Curtagon.

## Objectius
Rollei va col·laborar amb Carl Zeiss i Schneider Kreuznach per crear la seva línia d'objectius. Aquests van des d'un ull de peix fins a un teleobjectiu mitjà, a més de macros i descentrables. La gamma de lents Rolleinar es va crear l'any 1977 com a alternativa a les Zeiss i Schneider.
A l'inici els objectius tenien un únic recobriment, i va ser a partir de 1972 quan es va aplicar un recobriment multicapa i es va incloure les sigles HFT a les òptiques.
Molts d'aquests objectius es van llençar al mercat sota diferents noms, depenguen d'on i qui els fabricava (Rollei, Zeiss, Voigtländer, Opton o Ifbagon) i que alguns models de càmeres com van passar a vendre's sota la marca Voigtländer també es van fabricar alguns objectius sota aquesta marca.

### Fixos
| Distància focal | Obertura | Any  | Distància mínima d'enfoc | Diametre de filtre | Altres marques                      |
| --------------- | -------- | ---- | ------------------------ | ------------------ | ----------------------------------- |
| 14mm            | 3.5      | 1977 | 0,30m                    | Incorporats        | Voigtländer                         |
| 15mm            | 3.5      | 1972 | 0,16m                    | Incorporats        | -                                   |
| 16mm            | 2.8      | 1972 | 0,30m                    | Incorporats        | Opton                               |
| 18mm            | 4.0      | 1972 | 0,30m                    | 70mm               | Opton                               |
| 21mm            | 4.0      | 1977 | 0,45m                    | 58mm               | Voigtländer                         |
| 25mm            | 2.8      | 1970 | 0,25m                    | 49mm               | Opton, Rollei, Voigtländer          |
| 28mm            | 2.8      | 1977 | 0,30m                    | 58mm               | Voigtländer                         |
| 28mm            | 2.8      | 1984 | 0,30m                    | 52mm               | -                                   |
| 28mm            | 2.8      | 1989 | 0,28m                    | 67mm               | -                                   |
| 28mm            | 2.0      | 1982 | 0,24m                    | 55mm               | -                                   |
| 35mm            | 4.0      | 1982 | 0,30m                    | 49mm               | -                                   |
| 35mm            | 2.8      | 1970 | 0,40m                    | 49mm               | Rollei, Voigtländer                 |
| 35mm            | 2.8      | 1972 | 0,30m                    | 49mm               | -                                   |
| 35mm            | 2.8      | 1977 | 0,40m                    | 52mm               | Voigtländer                         |
| 35mm            | 1.4      | 1972 | 0,30m                    | 67mm               | -                                   |
| 50mm            | 3.5      | 1983 | 0,22m                    | 49mm               | -                                   |
| 50mm            | 2.0      | 1980 | 0,45m                    | 52mm               | Voigtländer                         |
| 50mm            | 1.8      | 1970 | 0,45m                    | 49mm               | Ifbagon, Opton, Rollei, Voigtländer |
| 50mm            | 1.8      | 1972 | 0,45m                    | 49mm               | -                                   |
| 50mm            | 1.4      | 1972 | 0,45m                    | 49mm               | Opton, Rollei                       |
| 60mm            | 2.8      | 1982 | 0,27m                    | 55mm               | -                                   |
| 55mm            | 1.4      | 1975 | 0,45m                    | 49mm               | Voigtländer                         |
| 55mm            | 1.4      | 1977 | 0,45m                    | 52mm               | Voigtländer                         |
| 85mm            | 2.8      | 1970 | 1,00m                    | 49mm               | Opton, Rollei, Voigtländer          |
| 85mm            | 2.8      | 1977 | 0,85m                    | 52mm               | Voigtländer                         |
| 85mm            | 1.4      | 1972 | 1,00m                    | 67mm               | Opton                               |
| 105mm           | 2.8      | 1977 | 1,20m                    | 52mm               | Voigtländer                         |
| 105mm           | 2.8      | 1984 | 0,35m                    | 55mm               | -                                   |
| 135mm           | 4.0      | 1970 | 1,60m                    | 49mm               | Rollei, Voigtländer                 |
| 135mm           | 3.5      | 1972 | 1,50m                    | 49mm               | -                                   |
| 135mm           | 2.8      | 1972 | 1,60m                    | 55mm               | Opton, Rollei, Voigtländer          |
| 200mm           | 4.0      | 1970 | 2,50m                    | 67mm               | Rollei, Voigtländer                 |
| 200mm           | 3.5      | 1977 | 2,30m                    | 58mm               | Voigtländer                         |
| 400mm           | 5.6      | 1981 | 4,00m                    | 72mm               | Voigtländer                         |
| 500mm           | 8.0      | 1981 | 1,50m                    | 35,5mm             | Voigtländer                         |
| 500mm           | 4.5      | 1974 | 3,50m                    | 49mm               | -                                   |
| 1000mm          | 5.6      | 1974 | 12,00m                   | 60mm               | -                                   |

### Zoom
| Distància focal | Obertura  | Any  | Distància mínima d'enfoc | Diametre de filtre |
| --------------- | --------- | ---- | ------------------------ | ------------------ |
| 28-80mm         | 3.5 - 4.5 | 1989 | 0,50m                    | 58mm               |
| 28-85mm         | 4.0       | 1980 | 0,75m                    | 72mm               |
| 28-105mm        | 3.2 - 4.5 | 1984 | 0,25m                    | 67mm               |
| 35-105mm        | 3.5 - 4.3 | 1982 | 1,60m                    | 55mm               |
| 35-105mm        | 3.5       | 1979 | 1,50m                    | 72mm               |
| 50-250mm        | 4 - 5.6   | 1984 | 1,80m                    | 55mm               |
| 70-210mm        | 3.5 - 4.5 | 1989 | 1,50m                    | 55mm               |
| 80-200mm        | 4.0       | 1979 | 1,90m                    | 55mm               |
| 80-200mm        | 4.0       | 1984 | 1,00m                    | 58mm               |
| 80-200mm        | 2.8       | 1984 | 1,80m                    | 77mm               |

## Accessoris
A part de tots els objectius i càmeres que es van fabricar per aquest sistema, també existeixen accessoris que es poden acoblar:
- Tubs d'extensió per a macrofotografia de 7,8mm, 15mm, 30mm i 50mm
- Manxa per a macrofotografia[56]
- Adaptadors de muntura per objectius M39 i M42
- Adaptador a microscopi
- Anell inversor de 49 mm de diàmetre
- Filtres per a macro, de colors i polaritzats
- Bobinadors automàtics
- Disparador amb cable

## Terceres marques
En el seu moment, les següents marques van fabricar objectius amb muntura QBM de Rollei:
- Sigma[47]
- Makinon[48]
- Zykkor[57]